# Índice de Capacidad para Combatir la Corrupción
El Índice de Capacidad para Combatir la Corrupción (CCC) es una clasificación hecha por Americas Society/Consejo de las Américas (AS/COA) y la compañía Control Risks para evaluar la capacidad de 15 países latinoamericanos para "detectar, castigar y prevenir la corrupción".
Su primera edición fue lanzada en 2019 y desde entonces es presentada anualmente en inglés, español y portugués por la revista Americas Quarterly.

## Metodología
El Índice CCC analiza 14 variables claves, incluyendo la independencia de las instituciones judiciales, la fuerza del periodismo de investigación y el nivel de recursos disponibles para combatir los delitos financieros. La escala de puntuación va del 10, para el mejor conceptuado, al cero para el que menos capacidad tiene, y se basa en datos extensos y en una encuesta patentada realizada entre los principales expertos anticorrupción de Control Risks, la academia, la sociedad civil, los medios y el sector privado.

## Variables
Las 14 variables están divididas en las siguientes categorías:
- Capacidad Legal
  - Independencia y eficiencia judicial
  - Independencia y eficacia de los organismos anticorrupción
  - Acceso a la información pública y transparencia general del gobierno
  - Independencia y recursos de la Fiscalía General y de los agentes de investigación
  - Nivel de conocimientos y recursos disponibles para combatir los delitos de cuello blanco
  - Calidad de los instrumentos de delación premiada
  - Nivel de cooperación internacional en materia de orden público
- Democracia e Instituciones Políticas
  - Calidad y aplicabilidad de la legislación sobre financiación de campañas
  - Procesos legislativos y de gobierno
  - Calidad general de la democracia
- Sociedad Civil y Medios de Comunicación
  - Movilización de la sociedad civil contra la corrupción
  - Mejoras en la educación
  - Calidad de la prensa y del periodismo de investigación
  - Comunicaciones digitales y redes sociales

## Clasificación de 2023
A continuación se muestra la tabla del Índice de Capacidad para Combatir la Corrupción (CCC) en su edición de 2023:
| Puesto | País                 | Puntuación general | Capacidad Legal y pluralismo | Democracia e Instituciones Políticas | Sociedad Civil y Medios de Comunicación |
| ------ | -------------------- | ------------------ | ---------------------------- | ------------------------------------ | --------------------------------------- |
| 1      | Uruguay              | 6,99               | 6,54                         | 7,98                                 | 7,15                                    |
| 2      | Costa Rica           | 6,76               | 6,69                         | 7,19                                 | 6,30                                    |
| 3      | Chile                | 6,67               | 6,22                         | 7,84                                 | 6,56                                    |
| 4      | Perú                 | 5,53               | 5,51                         | 5,21                                 | 6,21                                    |
| 5      | República Dominicana | 5,42               | 5,80                         | 4,50                                 | 5,41                                    |
| 6      | Panamá               | 5,39               | 5,26                         | 5,62                                 | 5,55                                    |
| 7      | Argentina            | 5,07               | 4,28                         | 5,86                                 | 7,01                                    |
| 8      | Brasil               | 4,83               | 4,80                         | 4,16                                 | 6,15                                    |
| 9      | Colombia             | 4,78               | 4,58                         | 4,58                                 | 5,99                                    |
| 10     | Ecuador              | 4,68               | 4,39                         | 4,76                                 | 5,80                                    |
| 11     | Paraguay             | 4,61               | 4,27                         | 4,61                                 | 6,05                                    |
| 12     | México               | 3,87               | 3,56                         | 3,62                                 | 5,62                                    |
| 13     | Guatemala            | 2,86               | 2,46                         | 2,62                                 | 5,00                                    |
| 14     | Bolivia              | 2,56               | 1,83                         | 3,72                                 | 3,62                                    |
| 15     | Venezuela            | 1,46               | 0,81                         | 1,28                                 | 4,57                                    |